# Переходный возраст (газета)
Переходный возраст — еженедельная газета для подростков, специализированное государственное издание.

## Учредители и издатель
Учредители — Общественное объединение «Белорусский республиканский союз молодёжи», редакционно-издательское учреждение «Издательский дом «Педагогическая пресса». Издатель — редакционно-издательское учреждение «Издательский дом «Педагогическая пресса».

## Периодичность выхода и территория распространения
Изначально газета выходила 4 раза в месяц на 16 страницах. С декабря 2021 года — на 12 страницах. Распространялась по подписке и в розницу на территории Республики Беларусь и Российской Федерации.
С января 2021 года газета выходит в виде вкладыша к газете «Настаўніцкая газета» (2 страницы в неделю). В настоящее время подписка на газету в качестве отдельного средства массовой информации не осуществляется.
В настоящее время руководство Издательского дома «Педагогическая пресса» рассматривает вопрос о полном прекращении выпуска газеты.

## Содержание и аудитория
Возраст читательской аудитории: 12—18 лет. Свыше 50 рубрик. Более половины газетной площади отводится материалам юных корреспондентов. На обложке издания публикуются фотоснимки талантливых школьников, проявивших себя в учёбе, творчестве, спорте.

## История
Издается с 1994 года. Редакция газеты «Переходный возраст» входит в состав Редакционно-издательского учреждения «Издательский дом «Педагогическая пресса».
С 2010 года редакция газеты «Переходный возраст» осуществляет подготовку, издание и распространение специальных выпусков по заказу Постоянного Комитета Союзного государства.
С 2011 года ежемесячно в качестве приложения к газете «Переходный возраст» издаётся газета «Раніца».
С 1994 по 1999 год главным редактором газеты являлась Филипчик (в наст. время Тереньева) Елена Васильевна, являвшаяся в то же время главным редактором газеты «Знамя юности». В 1999—2000 годах издание возглавляла Масло Елена Степановна. С 2000 по 2007 — Пшоник Галина Борисовна. С 2007 по 2021 год главным редактором являлась Щурок Жанна Геннадьевна.

## Деятельность
Газета «Переходный возраст» — автор и организатор многочисленных информационно-просветительских проектов, осуществляемых редакцией совместно с министерствами и ведомствами Беларуси, а также ближнего зарубежья. В их числе информационный проект «Юные журналисты Беларуси и России о Союзном государстве». В настоящее время ввиду сокращения штата газеты и объемов ее выхода общественно-просветительская деятельность издания не осуществляется.

## Награды
- Диплом победителя IX Национального конкурса печатных СМИ «Золотая литера» (2013) в номинации «Лучшее детско-юношеское издание»[6].
- Диплом победителя VIII (3-е место) Национального конкурса печатных СМИ «Золотая литера» (2012) в номинации «Лучшие материалы культурной и историко-краеведческой тематики республиканских, областных печатных СМИ, информационных агентств»[7].
- Диплом победителя (3-е место) VII Национального конкурса печатных СМИ «Золотая литера» (2011) в номинации «Лучшие материалы культурной и историко-краеведческой тематики республиканских, областных печатных СМИ, информационных агентств»[8].
- Диплом победителя (3-е место) V Национального конкурса печатных СМИ «Золотая литера» (2009) в номинации «Лучшее детско-юношеское издание»[9].
- Почётная грамота Белорусского союза журналистов «За творческие достижения в освещении проблем учащейся молодёжи, поиск юных талантов».
- Диплом интернет-премии «ТИБО» (2012, 2-е место) в номинации «Лучший сайт для детей и юношества»[10].